# جزیره رامره
جزیره رامره (برمه‌ای: ရမ်းဗြဲကျွန်း) یک جزیره است که در ایالت راخین, میانمار واقع شده است. مساحت جزیره ۱۳۵۰ km² است. نبرد جزیره رامره یکی از مهمترین رویدادهای رخ داده در این جزیره است.